# Onesia fijiensis
Onesia fijiensis este o specie de muște din genul Onesia, familia Calliphoridae, descrisă de Hiromu Kurahashi în anul 1981.
Este endemică în Fiji. Conform Catalogue of Life specia Onesia fijiensis nu are subspecii cunoscute.